# Ranim Houimli
Ranim Houimli (arabe : رنيم هويملي) est une taekwondoïste tunisienne.

## Carrière
Aux championnats d'Afrique 2021 à Dakar, Ranim Houimli obtient la médaille de bronze dans la catégorie des moins de 46 kg.